# Pholcus baldiosensis
Pholcus baldiosensis är en spindelart som beskrevs av Jörg Wunderlich 1992. Pholcus baldiosensis ingår i släktet Pholcus och familjen dallerspindlar.
Artens utbredningsområde är Kanarieöarna. Inga underarter finns listade i Catalogue of Life.